# Jean Auguste Dominique Ingres
Jean Auguste Dominique Ingres ([ɛ̃ɡʁ]IPA; 29. srpna 1780, Montauban, Francie – 14. ledna 1867, Paříž) byl francouzský malíř, vůdčí představitel klasicismu v malbě. Sám sebe považoval především za malíře historických výjevů, za jeho nejvýznamnější odkaz však dnes jsou považovány především jeho portréty a ženské akty. Jeho schopnost sloučit dva protipóly, tradicionalismus a novátorství, dávala a dává francouzskému malířství neustálé podněty. Jako Raffaelův ctitel a vyznavač ideální krásy v umění, ale i jako dokonalý pozorovatel skutečnosti povýšil kresbu na prvořadý prostředek k uměleckému uchopení světa. Kresba se stala kostrou v jeho díle, a ačkoli byl i výborný kolorista, o barvě rád mluvil jako o zanedbatelné ozdobě; jako učitel tedy vštěpoval žákům především kresbu. Patřil ke generaci, jejíž tvůrčí rozpětí i životní ambice se pohybovaly v širokém rozpětí mezi klasicismem a romantismem. Se svým učitelem Jacquesem-Louisem Davidem sdílel obdiv k antice a snahu o racionální řád a harmonii, ale vzory pro svou tvorbu hledal – v souladu s tehdy novým cítěním – v přírodě. Většinou maloval portréty, historická a mytologická témata. Portrétoval mnoho svých vynikajících současníků, jako Cherubiniho, Paganiniho, Gounoda, Napoleona I. či Liszta a v charakteristických typech zobrazil tehdejší francouzskou společnost.

## Život

### Dětství a počátky studia

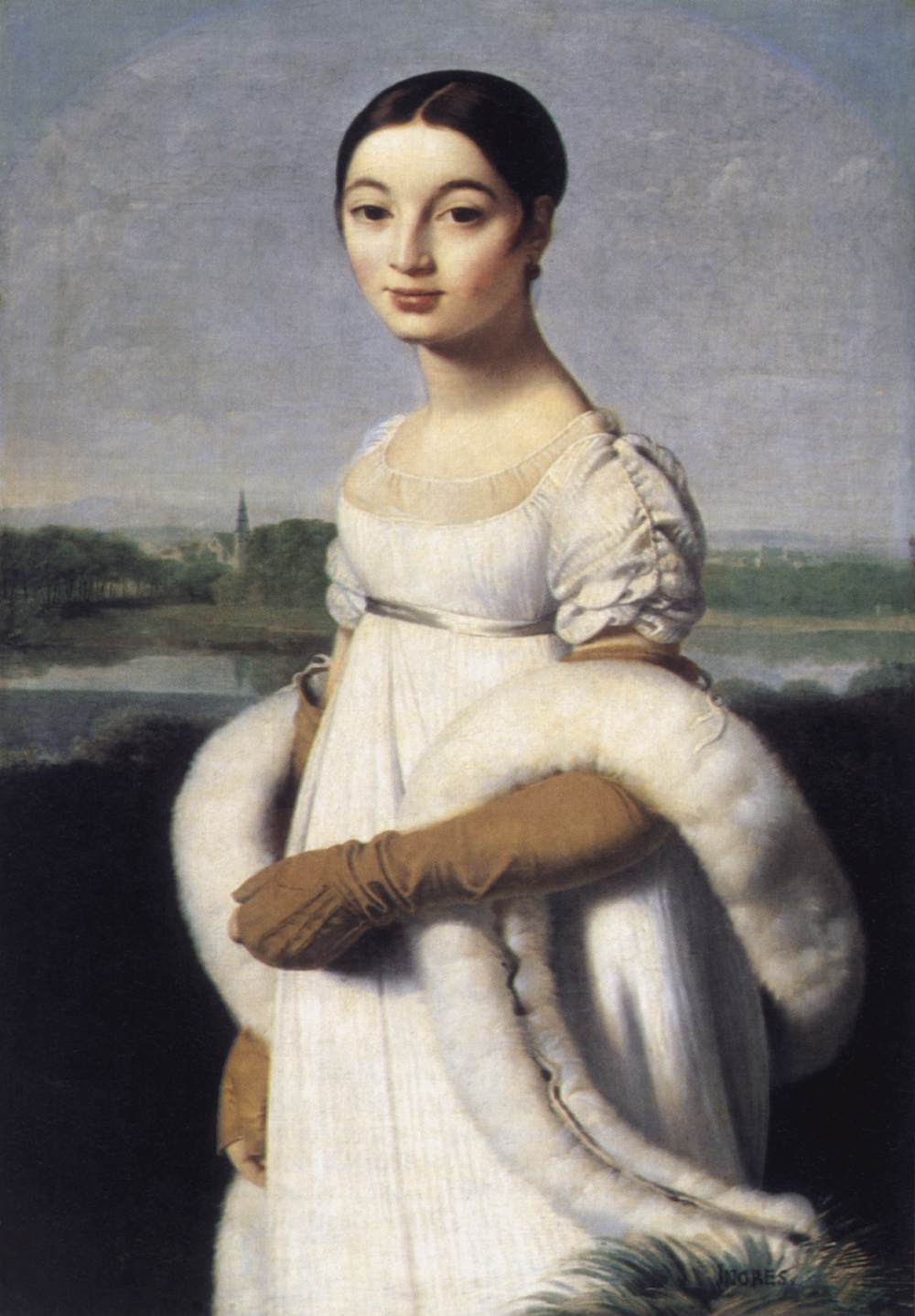
Slečna Rivierová, (1806)

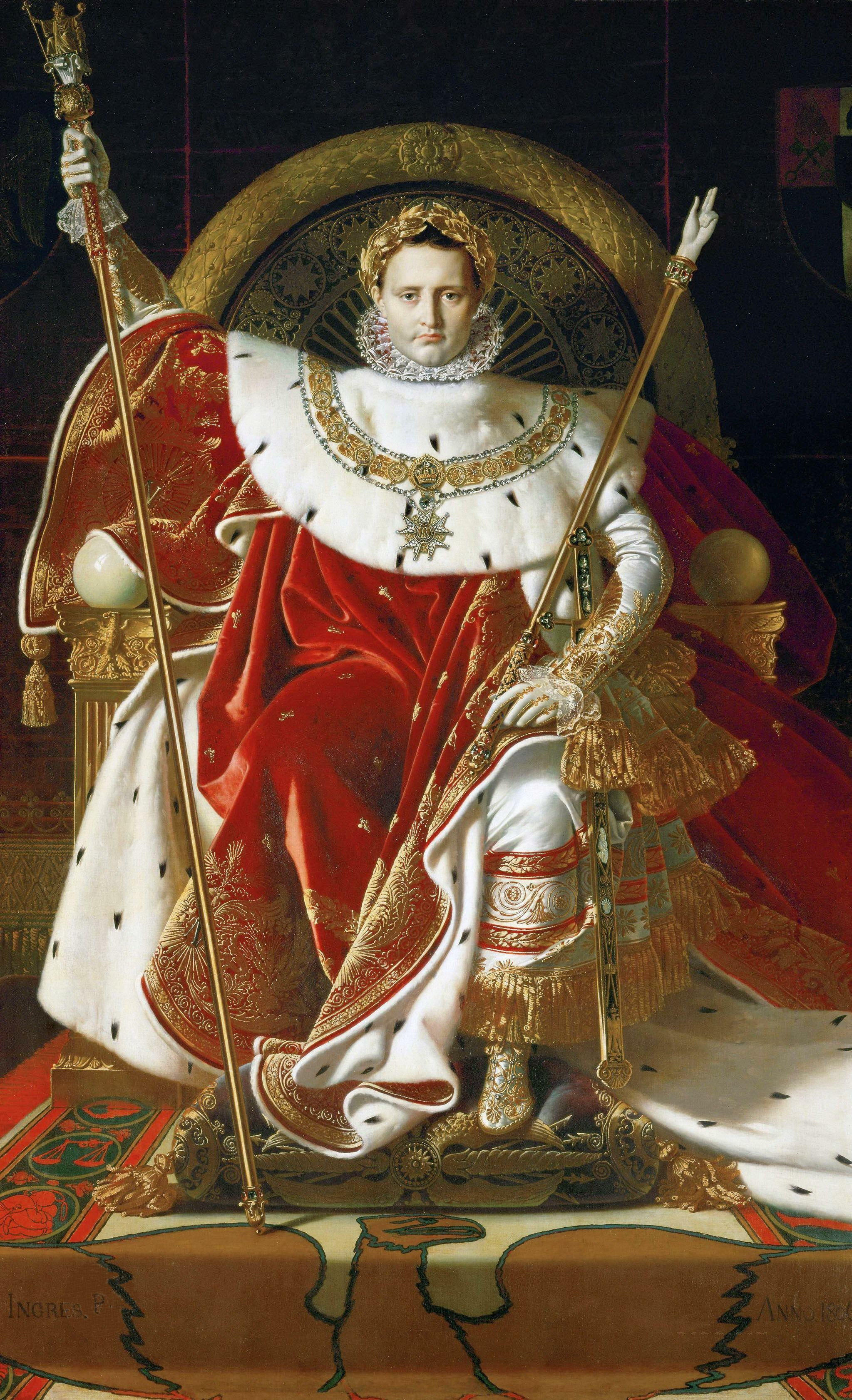
Napoleon na trůně, 1806

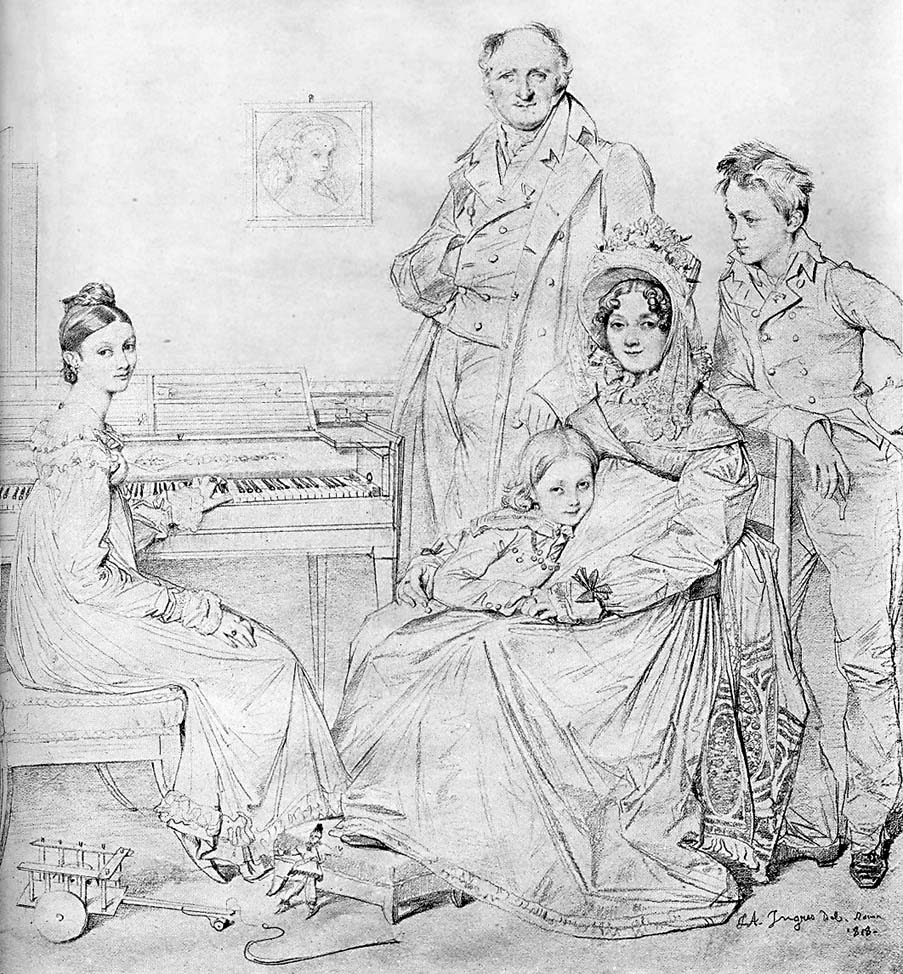
Rodina Stamaty, kresba olůvkem z r. 1818

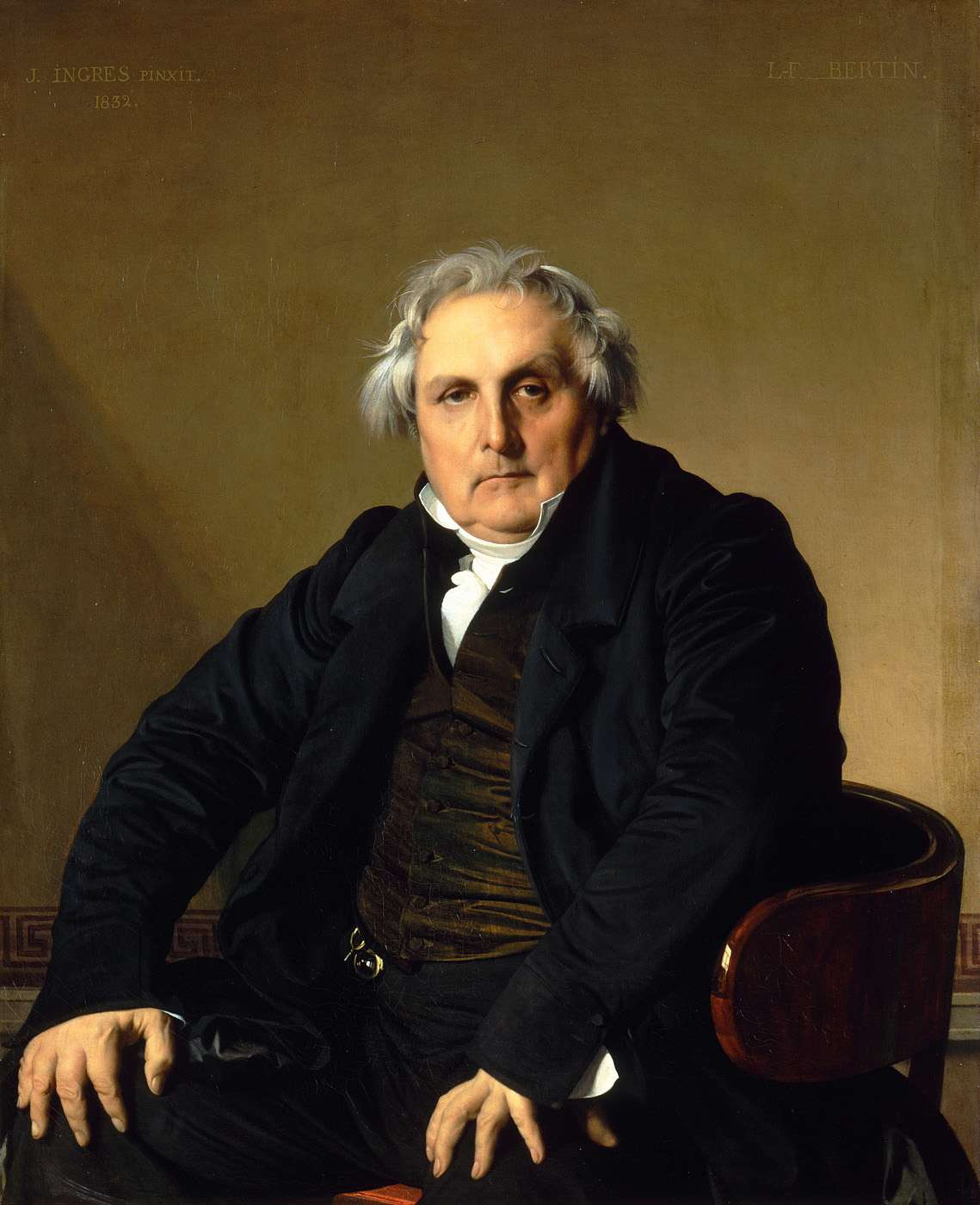
Portrét Louise Françoise Bertina, 1832

Byl synem malíře, sochaře, miniaturisty a architekta Josepha Ingrese a Anny Mouletové, dcery známého parukáře z Guercy. Narodil se 29. srpna 1780 v Montaubanu na jihozápadě Francie. V dětství mu říkali „Ingrou“, což v místním nářečí znamená malý Ingres. Většinu svých prací podepisoval J. Ingres, jméno Jean považoval za nejobvyklejší. Ve svých dopisech používá všechna tři jména. Už jeho gaskoňský původ jakoby napovídal některé charakteristické rysy umělcovy povahy, jež se s přibývajícími léty jen prohlubovaly a upevňovaly. Je to na jedné straně mocně rozvinutá senzuálnost, spojená s jihofrancouzským prudkým temperamentem a snahou po citovém až vášnivém výrazu, a na druhé straně touha po přísném racionálním řádu, který by poutal citové vzněty a dával jim větší posvěcení a zdůvodnění. Asi také není náhodou, že právě v montaubanském kraji se spatřuje plodné prolnutí tradice francouzské s římskou, sahající až do časů Julia Caesara, a že Gaskoňsko bylo zemí bohatých románských kostelů v čele se známým Moissacem. Svému rodnému městu zůstal věrný i jako umělec. Portrétoval jeho vedoucí osobnosti, pro katedrálu namaloval oltářní obraz a nakonec městu odkázal soubor obrazů, kreseb a svoje umělecké sbírky i s proslulými houslemi.
Umění se věnoval již od malička. Jeho otec, sám provinční malíř, si brzy všiml synova talentu a seznámil jej s díly Raffaela, Poussina, ale i Rubense a Watteaua. Mladý Jean pilně kreslil a postupně si získal k tomuto velikému umění silný vztah, který se poté ještě prohloubil jeho pobytem v Římě. Také měl rád hudbu a jeho otec, sám výborný hudebník, jej zdokonalil ve hře na housle. V Toulouse vypomáhal v strýcově kavárně a přivydělával si hraním v toulouském orchestru. Docházel do školy křesťanských bratří v Toulouse, ale když roku 1789 vypukla Francouzská revoluce, nemohl již chodit do školy. Jeho otec vytvářel pro montaubanskou katedrálu obrovskou sochu Rozumu. Jean Auguste měl hluboký respekt k práci svého otce a v roce 1855 napsal, že jeho otec by dosáhl slávy, kdyby se mu dostalo prvotřídního školení v Paříži. V upřímné synovské lásce totiž zamlčel, že Jean-Marie Joseph způsobil velké trápení jeho matce, která se vpravdě obětovala, aby zabránila jejich rozvratu. Vděčil totiž svému otci za mnoho. To on mu otevřel poprvé kouzelný a vznešený svět malířství a hudby.
Jeho první práce byly především kopie zhotovené podle odlitků a grafických listů. Osvojil si tak kreslířské řemeslo. Ještě pár let před smrtí docházel kopírovat do Louvru Giotta a Holbeina, aby se učil, jak sám říkal. V roce 1791 začal studovat na toulouské akademii u klasicistního malíře Josepha Roquese. Na této škole patřil mezi nejlepší žáky a každým rokem si odtud odnášel první nebo druhou cenu. Ještě v roce 1844 na svého učitele vděčně vzpomínal. V Toulouse také studoval hru na housle a účinkoval v místním orchestru. Hra na housle se stala jeho celoživotní zálibou.

### Paříž 1797–1806
V srpnu 1797 odjel do Paříže a vstoupil zde do Davidovy školy v Louvru, kam byl přijat na základě vynikajících kreseb a kopií starých mistrů a antických děl. V říjnu 1799 přešel na École des Beaux Arts. Na škole byl velmi pilný a soustředěný, nevšímal si radovánek a zábav kolem sebe a raději se soustředil plně na malování. Jeho nadání si povšiml David a připravoval jej na Římskou cenu. Poprvé zde složil zkoušku v roce 1800 s malbou Antiochus s vyslanci Scipionovými, která je dnes zničena. Získal tím druhou cenu. Podruhé se o to pokoušel následující rok s obrazem Achilles přijímá Agamemnonovy posly. Tentokrát byl první, ale pokladnice byla následkem vyčerpávajících napoleonských válek téměř prázdná, a proto musel počkat až do roku 1806. Mezitím dál studoval díla velkých mistrů a snažil se zdokonalit svůj umělecký projev. Namaloval několik portrétů, dva z nich jsou portréty Napoleonovy. Když je však v roce 1806 spolu s mistrovskými podobiznami rodiny Riviérových vystavil, byly přijaty dosti negativně. Byl z toho rozmrzen. Měl se zasnoubit s mladou umělkyní Julií Forestierovou, ale když odjel do Říma, musela Julie zůstat v Paříži. Po celý život pak na něj s vděčností vzpomínala a nikdy se nevdala. Příkrý odsudek, který stihl první Ingresovo samostatné a přitom vyzrálé dílo, byl zjevnou reakcí na to, že se Ingres pokusil vymanit z vlivu svého uznávaného a obdivovaného učitele.
Ingres jako vzorný žák Davida zprvu vyznával přísnou, klasicistní krásu, kterou obdivoval na pracích svého učitele. Později však začal pochybovat, je-li to jediný způsob vyjadřování. Začal se proto více zajímat o přírodu. O Davidovi napsal toto: David je skutečný obnovitel francouzského umění a veliký mistr. Obdivuji Horacia a Únos Sabinek. Jsou to veliká díla. To David mě naučil, jak má postava stát, jak je třeba spojit hlavu a ramena. Tak jako on, i já jsem bedlivě studoval kresby z Pompejí. Avšak já chci k jeho antice přidat také chuť živé přírody a dokonalého Raffaela.

### Řím 1806–1820
Když přijel do Říma, usadil se ve vile Medici, která byla sídlem Francouzské akademie. Byl naprosto uchvácen italskými malíři, zejména Raffaelem, Tizianem a pompejskými freskami. Kromě portrétů a mytologických výjevů maloval také krajiny, pohledy na Villu Medici a Villu Albani v lorrainovském duchu. S úzkostlivou pečlivostí kreslil prosté kubické tvary architektur. Vyznává se také ze svého nadšení pro Raffaela: "Jak mě oklamali," zvolal, když poznal, že Raffael nekopíroval pouze antiku, ale také systematicky studoval živou přírodu. Začal se také zajímat o Orient, který díky Napoleonovým egyptským výpravám začal tehdy budit v Evropě pozornost. Ingres namaloval také dva obrazy pro císařův palác na římském Quirinalu. V roce 1810 skončila stanovená doba pobytu v Římě, ale Ingres se rozhodl nadále zde zůstat. Na jaře 1814 navštívil královnu Caroline Muratovou v Neapoli. Tato královna si u Ingrese objedala tři drobné obrazy, mezi nimiž je i dnes již slavné dílo Velká odaliska. Ingresovi v Římě platí především císařovi velvyslanci a malíř za své obrazy dostával vcelku slušný plat. Pařížský Salon se však vůči jeho umění stavěl odmítavě a označoval jeho obrazy střídavě jako primitivní či čínské. Poslední zásilka do Paříže, Jupiter a Thetis, byla přijata velmi negativně. Avšak právě v této době tvořil svá mistrovská díla jako Podobizna Paní de Sennones nebo Velká odaliska, která byla v roce 1819 pařížskou kritikou odmítnuta. Také Roger a Angelica, téma z nordické severské mytologie, bylo přijato chladně. Tento obraz obdivoval v pařížském Salonu roku 1824 Eugéne Delacroix. Nově přibyly Ingresovi finanční starosti, jelikož pád Napoleona I. u Waterloo jej připravil o valnou část jeho zákazníků. Aby se uživil, zaměřil se z velké části na portrétování. V té době začíná Ingres pomýšlet na manželství, poté, co ukončil předčasně vztah s Julií Forestierovou. V roce 1814 se oženil s Madeleine Chapellovou, která ho provázela životem až do své smrti v roce 1849. Namaloval asi deset jejích portrétů.  Poté, co mu jeho přítel, sochař Lorenzo Bartollini, nabídl bohatou klientelu, odjel spolu s Madeleine do Florencie.

### Florencie 1820–1824
Zde kopíroval Tizianovu Venuši z Urbina a maloval portréty manželů Leblancových. Ale především se soustředil na velké dílo, jímž chtěl dobýt Paříž. Tímto byla oltářní malba pro kostel v Montaubanu Slib Ludvíka XIII. Ingres obraz namaloval jako poctu Raffaelovi a očekával, že obraz přijme francouzská vláda s nadšením. Nezklamal se. Oficiální kruhy, které svalovaly odpovědnost za všechny zlořády v zemi na romantiky, přijaly obraz s nadšením a na Salonu roku 1825 mu Karel X. předal zlatou medaili. V červnu téhož roku byl zvolen do Francouzského institutu. 

### Paříž 1824–1834
Obraz sklidil po jeho návratu do Paříže veliký ohlas a tvořil silný protiklad k malbě Vraždění na Chiu Eugéna Delacroixe, což vyvolalo nesmiřitelnou roztržku mezi oběma umělci. V roce 1827 namaloval na objednávku vládní komise monumentální obraz Apoteoza Homéra, v němž vytvořil mistrovské kreslířské dílo. V roce 1828 byl jmenován profesorem kresby na École des Beaux Arts a roku 1832 byl nominován na funkci jejího viceprezidenta. Za červencové revoluce roku 1830 hlídal spolu s malířem Horacem Vernetem sbírky egyptského umění v Louvru. Na Salonu roku 1832 vystavil svůj portrét Louise-Francoise Bertina, který sklidil velký ohlas. Byl zvyklý na slávu a těžce nesl odmítnutí svého obrazu Mučení sv. Synforia, obrazu, na kterém pracoval více než deset let, na Salonu roku 1834.

### Řím 1835–1841
Hluboce roztrpčen se rozhodl odjet v prosinci 1835 zpět do Říma, kde nahradil ve funkci ředitele Francouzské akademie Horace Verneta. V Římě se setkal s muzikanty Charlesem Gounodem a Ferencem Lisztem. Měl velkou hudební knihovnu, mj. Mozartova a Haydnova tria a kvarteta, Beethovenovy.
Roku 1837 byl poklid na Akademii narušen epidemií cholery. Jeho přítel Sigalon, který namaloval obrovskou kopii Michelangelova Posledního soudu, po třech dnech zemřel. V tomto období příliš prací nenamaloval a pařížský Salon se k němu opět stavěl dosti nepřátelsky. Až ke konci tohoto období namaloval Odalisku s otrokyní a veliký obraz z antické historie Antiochus a Stratoniké. V Paříži bylo toto dílo přijato s bouřlivým úspěchem a on sám se přes Florencii vrátil zpět do vlasti.

### Paříž 1841–1867

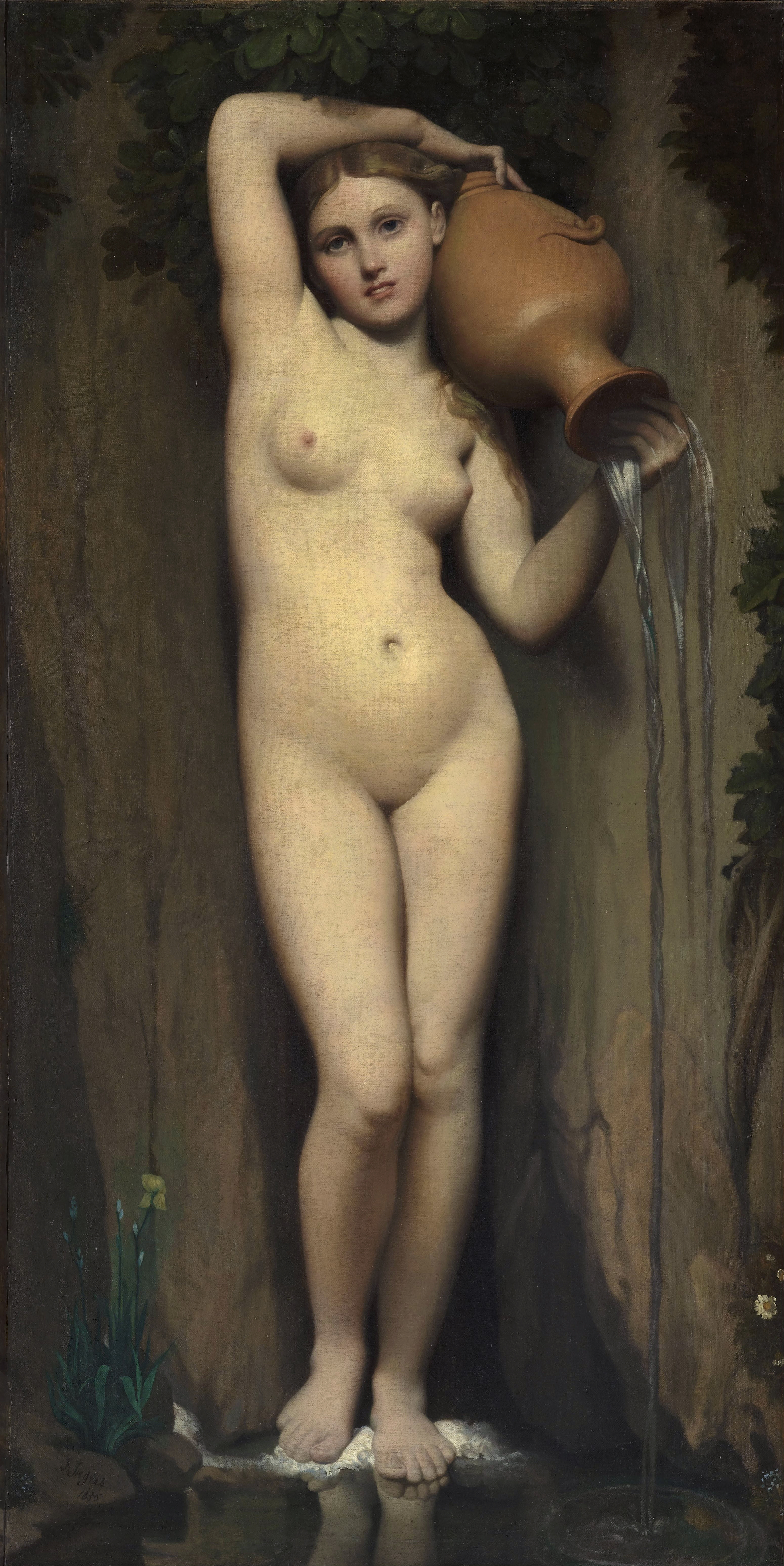
Pramen, 1856

Jeho návrat se stal triumfálním úspěchem. Hector Berlioz uspořádal na jeho počest hudební koncert s půltisícovkou hostů. Vyučoval opět na Ècole des Beaux-Arts. Přijímal objednávky na četné portréty a v roce 1847 zahájil práci pro vévodu z Luynes v zámku Dampierre - nástěnnou malbu Zlatý věk. Přes 500 kreseb, které jako přípravné studie k této fresce zanechal, překypují lehkostí, uvolněností a svěžestí. Začátek roku 1849 byl tragický, jeho žena Madeleine zemřela na gangrénu nohy. On sám byl zoufalý a práce na výzdobě zámku nedokončil. V roce 1851 byl zvolen rektorem Akademie. Achille Réveil a Albert Magimel vydali album jeho kreseb z let 1800–1850. Roku 1852 se oženil s Delphine Ramelovou (1808–1887, která byla téměř o třicet let mladší. Namaloval nástropní obraz Napoleonova apoteóza v císařském sále na pařížské radnici, který byl zničen během Pařížské komuny v roce 1871. V roce 1855 byla v Paříži uspořádána světová výstava a Ingres tam poslal 69 obrazů, pro které byla vyhrazena jedna místnost. Za své dílo získal zlatou medaili a byl jmenován rytířem Čestné legie.  Přes pokročilý věk neúnavně pracoval. V roce 1861 byla uspořádána výstava více než 100 jeho kreseb v pařížském Salonu. K významným dílům tohoto období patří Pramen (1856) a Turecká lázeň (1859-1863) V květnu 1862 jej Napoleon III. jmenoval senátorem. Ingresova malířská kariéra začala kopírováním starých mistrů, které tolik ctil. Stejným způsobem byla zakončena: Jeho poslední kresbou, na níž pracoval ještě několik dnů před smrtí, je kopie Giottova Oplakávání Krista. Zemřel 14. ledna 1867 ve svém pařížském bytě na nachlazení. Je pohřben na pařížském hřbitově Pére Lachaise.
Většinu svých kreseb a dalších prací i svou rozsáhlou sbírku umění odkázal rodnému městu Montauban, kde jsou vystaveny v muzeu spolu s dílem dalšího slavného rodáka Antoina Bourdella.  Ingresova díla jsou zastoupena i v Musée du Louvre nebo Musée Bayonne, což je odkaz Ingresova přítele Léona Bonnata.
Jeho následovníky lze spatřovat v Degasovi, Renoirovi, Matissovi a Picassovi – jeho odkaz je dnes stále živý.

## Dílo
Jeho styl se vyvinul na začátku kariéry a od té doby se příliš nezměnil. Všude se setkáme – ať na kresbách nebo na obrazech – s přesností linky, dokonalou kresbou a lokálním koloritem. Ingres jednou prohlásil: Kresba – to je poctivost. Ani to mu však nezabránilo, aby se neodvážil vytvářet neobvyklá seskupení barev. Ingres vždy pracoval jakoby od samého začátku, ke všem svým obrazům vytvářel třeba i několik desítek, ba stovek studií. Zkoumal,jaké gesto nebo pohyb je pro jeho obraz nejvěrohodnější a nejpůsobivější. Jak má být vytočen bok, zdvižena paže, rozevřeny prsty, takové problémy ho neustále zaměstnávaly, a často je řešil na jediném listu. Jen jeho portrétních kreseb je na 450. Kresby mu sloužily většinou jako přípravné studie k obrazům, ale některé představují svébytná mistrovská díla. Taková díla namaloval např. v Římě, ale některá vytvořil i v Paříži, jako např. obraz Velká rodinná podobizna Gatteauxových. Většina těchto kreseb byla pořízena grafitovou tužkou, což byla technika vynalezená Contém a rozšířená Davidem. Zvláště produktivní období měl Ingres mezi roky 1808–1820 ( např. Paganini 1819). Tehdy nakreslil mnoho portrétních kreseb Angličanů a Rakušanů, kteří za ním přijížděli do Říma a bylo jim obzvláštní ctí sedět modelem známému umělci.
Co se týče jeho maleb, zabýval se především mytologickými, historickými a náboženskými náměty. Maloval i akty, protože v nahém ženském těle spatřoval ideál krásy. Připomínaly antické sochy dokonale hladkým povrchem malby, plnými a smyslnými formami těl a zabarvením pleti (Velká odaliska 1814, Pramen 1856 nebo Turecké lázně 1862). Před anatomickou přesností dával přednost estetickému dojmu. Největší počet jeho pláten však tvoří portréty, které maloval často z finančních důvodů i proti své vůli. Mistrovsky uměl vyjádřit charakter modelu pomocí suverénní kresby a kombinací barev (Paní Rivierová 1805, Paní de Sennones 1814-1816, Louis-François Bertine 1832 nebo Paní Mottessierová 1856).
V raném období vycházel především z řecké antiky a Tiziana, později se inspiroval především Raffaelem. Byl vášnivým sběratelem řeckých váz a soch. U jeho kreseb je zřejmé, že dával přednost bezpečnému poznání přírody před fantazií a improvizacemi, jakými zase přímo oplýval Ingresův rival z Paříže Eugéne Delacroix.

## Odkaz
Měl mnoho žáků, kteří jej obdivovali. Jedním z nejlepších byl Théodore Chassériau. Dalšími byli např. Hippolyte Flandrin či Eugene-Amaury Duval. Mezi prvními moderními malíři, kteří rozvinuli jeho odkaz, byli Edgar Degas a Georges Seurat. Z umělecké avantgardy 20. století si ho vážili především Matisse, Picasso a Fernand Léger[zdroj?]. Ingresův smysl pro stavebnost a kvalitu plastičnosti ovlivnil kubisty, jeho mystická symbolika zase surrealisty. Americký malíř Barnett Newman napsal: Ten chlap byl abstraktní malíř. Kline a Kooning si ho též vysoce cenili pro abstrakci barev a tvarů. Jeho odkaz dnes zůstává stále otevřen.

### Žáci
Měl několik žáků. Patřili k nim:
- Marie Bracquemondová
- Eugéne Appert
- Théodore Chassériau
- Hippolyte Flandrin
- Paul Jean Flandrin
- Louis Janmot
- Victor Mottez
- Henri Lehmann
- Charles Louis Lucien Muller
- James Pradier
- Auguste Charpentier

Jako pedagog byl neobyčejně pevné mysli. Jeho žáci ho ale zbožňovali, neboť jim umožnil jistou míru volnosti. Sám ovšem dával svým žákům za příklad Raffaela, a jeho fresky ve Stanzích.

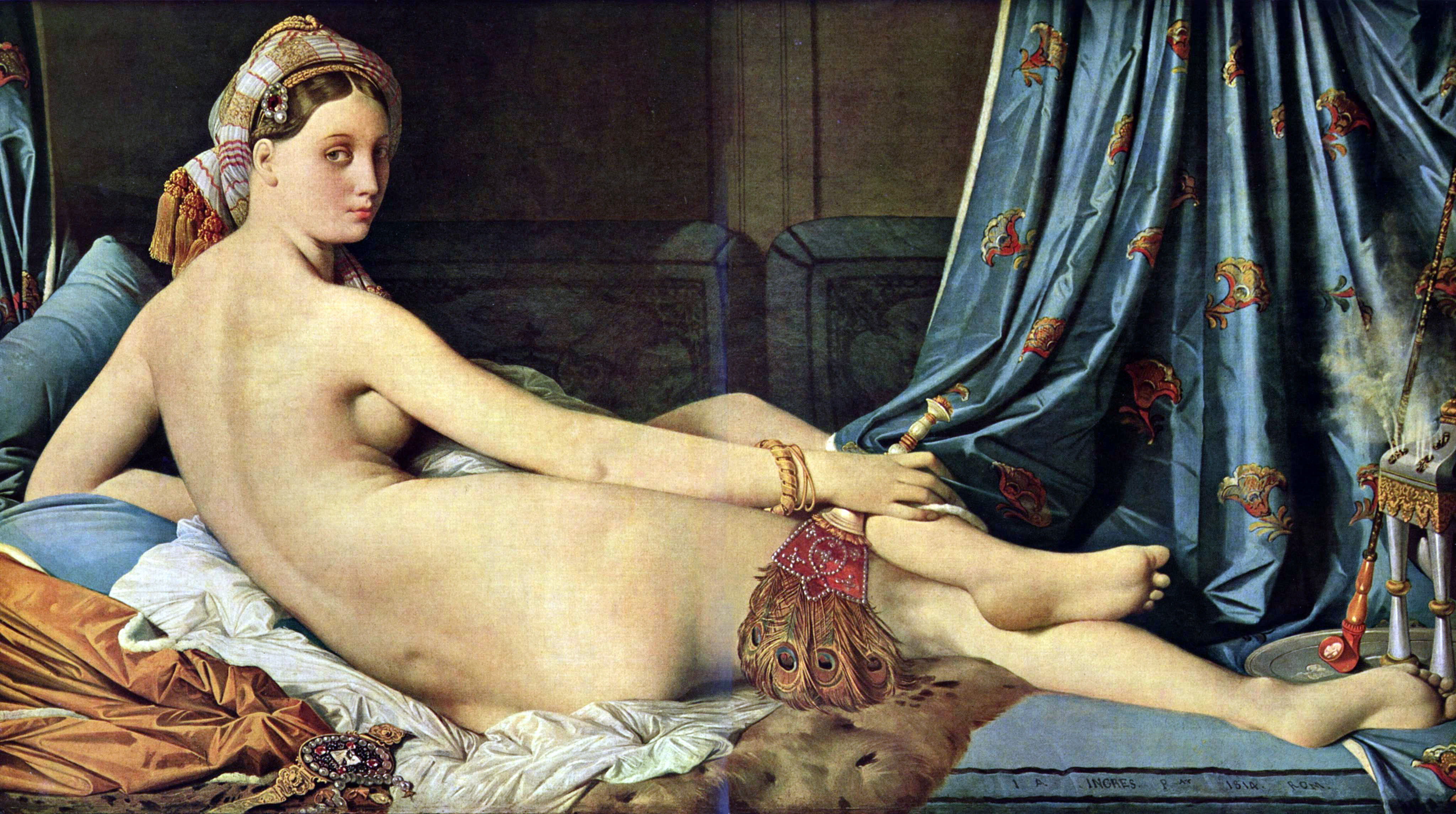
Velká odaliska (1814)

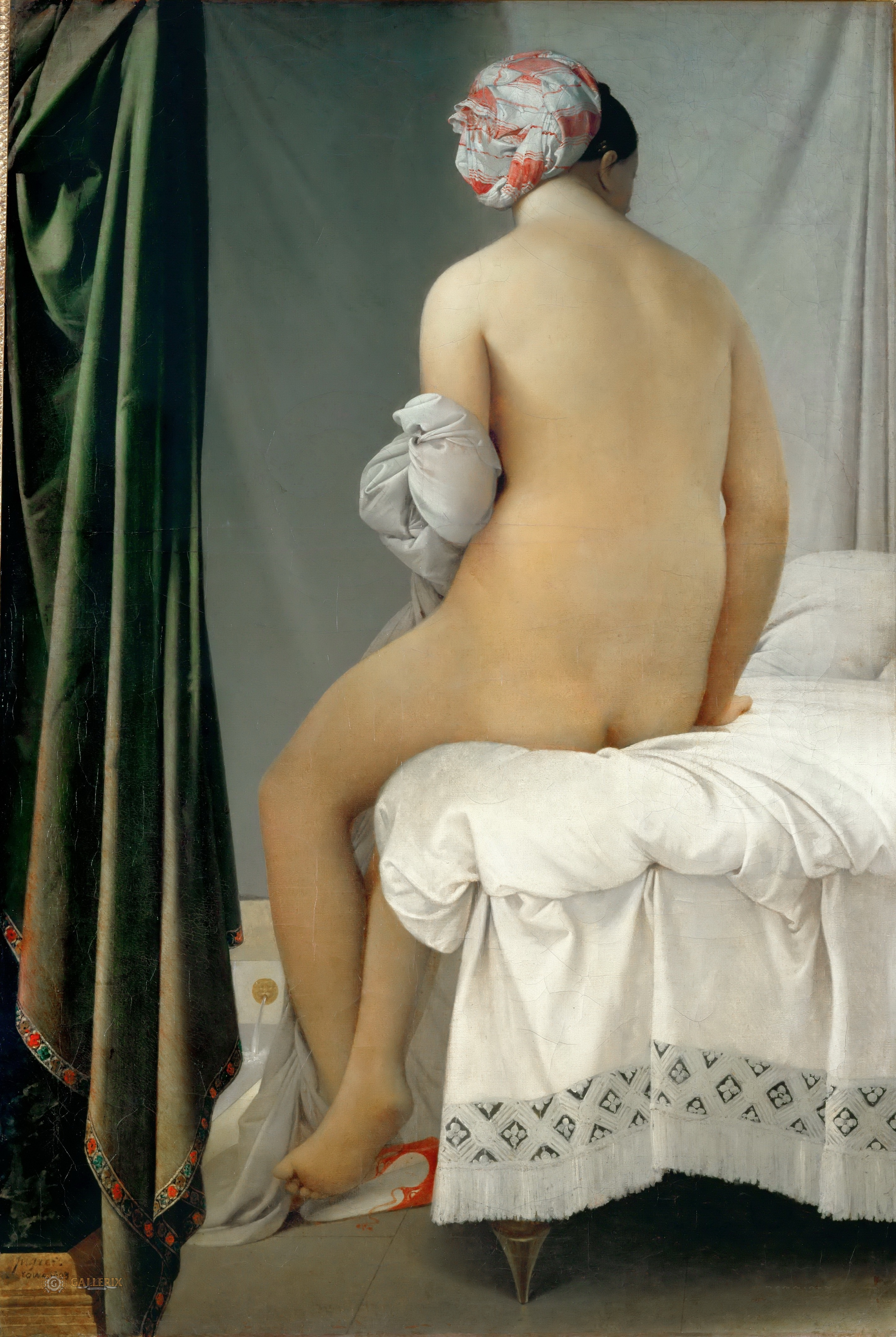
Žena po koupeli, Valpinçon (1808)

## Ingres ve světových muzeích

### Francie
- Aix en Provence: Musée Granet
- Angers: Musée des Beaux Arts
- Bayonne: Musée Bonnat
- Chantilly: Musée Condé
- Lyon: Musée des Beaux Arts
- Montauban: Musée Ingres
- Montpellier: Musée Fabre
- Nantes: Musée des Beaux Arts
- Paříž: Louvre, Museum Orsay, Musée Carnevalet, École des Beaux Arts, Musée de La comedie francaise
- Pau: Musée des Beaux Arts
- Versailles: Musée national du château

### Itálie
- Florencie:Galleria degli Uffizi

### Japonsko
- Tokio:Galeria Taménaga

### Rusko
- Moskva:Puškinovo muzeum

### Švýcarsko
- Curych:Stiftung Sammlung E. G. Bührle
- Winterthur:Collection Oskar Reinhart

### USA
- Baltimore:The Walkers Art Gallery
- Cambridge (Massachusetts):Fogg Art Museum
- Columbus:Gallery of Fine Arts
- New York:The Metropolitan Museum of Art, Frick Collection
- Washington:National Gallery of Art

### Velká Británie
- Londýn:The National Gallery, Victoria and Albert Museum

## Díla
- Antiochus s vyslanci Scipionovými (1800), plátno je zničeno
- Studie torza nahého muže (1801)
- Agamemmnon s vyslanci u Achilla (1801)
- Bonaparte jako první konzul (1804)
- Autoportrét (1804)
- Paní Riviėre (1805)
- Slečna Caroline Riviėre (1805)
- Paní Aymonová, neboli Krásná Zélie (1807)
- Paní Antonia Duvaucey de Nittis (1807)
- Oidipus a Sfinx (1808)
- Portrét Jacquese Marquet de Montbreton dr Norvins (1811)
- Jupiter a Thetis (1811)
- Vergilius předčítá Augustovi Aeneidu (1812)
- Paní de Sennones (1814–1816)
- Velká odaliska (1814)
- Královna Caroline Murat (1814
- Don Pedro líbá meč z Toleda (1819)
- Smrt Leonarda da Vinciho (1819)
- Slib Ludvíka XIII. (1824)
- Homérova apoteóza (1827)
- Malá lázeň (1828)
- Odaliska s otrokyní (1839)
- Cherubini a Múza lyrického básnictví (1842)
- Madona s hostií (1843)
- Venuše Anadyoméné (1848)
- Madame Moitessierová (1856)
- Moliére a Ludvík XIV. (1858)
- Pramen (1859)
- Turecká lázeň (1862)
- Zlatý věk (1862)